# Mariane Bournonville
Mariane Bournonville, født Jensen (1768 i Mariager – 29. august 1797 i København) var en dansk danserinde og skuespillerinde.
Mariane Jensen blev uddannet på Det Kongelige Teaters danseskole under Vincenzo Galeottis vejledning og debuterede 23. september 1784 på hoftheatret i balletten «Den straffede Vankundighed». af Vincenzo Galeotti og med musik af Jens Lolle. Med et så vel smukt som interessant ansigt forenede hun en nydelig figur, personlig ynde og skjælmeri i sit væsen samt et ikke almindeligt fremstillingstalent, og hun blev derfor snart en af de ypperste i balletten, særlig i muntre danse og i fint komiske partier. I december 1792 ægtede hun danseren Antoine Bournonville. Ved sæsonens åbning 16. september 1790 havde hun lejlighedsvis udført Rynos rolle i Christen Henriksen Prams skuespil «Frode og Fingal» og derved henledet opmærksomheden på sig som en mulighed i det reciterende skuespil, og i 1796 gik hun definitivt over til denne kunstart, i det hun 18. februar samme år med afgjort held debuterede som Josepha i August von Kotzebues «Armod og Højmodighed». Hun havde en meget velklingende og bøjelig talestemme og en naturlig diktion, der understøttedes af hendes store scenevanthed, og efter at have spillet Susanne i Pierre Beaumarchais’ «Figaros Bryllup» regnedes hun allerede for en af de dygtigste skuespillerinder, da døden 29. august 1797 pludselig bortrev hende efter en fødsel kun 29 år gammel. Hun optrådte sidste gang 19. maj 1797 som Pouline i «Den snedige Brevvexling» af Fabre d'Eglantine.
Mariane Bournonville var datter af solodanser Sebastian Samuel Lever (cirka 1737–1812) og Anne Marie Jensdatter Spentrup (1750–1796)